# Strogulomorpha infuscata
Strogulomorpha infuscata är en insektsart som beskrevs av Desutter-grandcolas 1988. Strogulomorpha infuscata ingår i släktet Strogulomorpha och familjen syrsor. Inga underarter finns listade i Catalogue of Life.